# Leonardo Campana
Leonardo Campana Romero (Guayaquil, 24 luglio 2000) è un calciatore ecuadoriano, attaccante del N.E. Revolution e della nazionale ecuadoriana.

## Carriera

### Club
Cresciuto nelle giovanili del Barcelona SC, esordisce con il club giallonero il 1º gennaio 2019. Gioca la partita dell'esordio in Serie A il 3 marzo contro l'Independiente del Valle subentrando al 59º minuto, partita poi persa per 3-0. Segna il suo primo gol il 21 aprile contro il Delfín all'83º minuto, sigla la terza rete della sua squadra che porta alla vittoria per 3-1. Disputa in totale con il Barcellona SC 9 presenze con 3 reti siglate.
Il 21 gennaio 2020 viene acquistato dal Wolverhampton. Il 19 settembre 2020, dopo non avere disputato nessuna partita per gli wolves, viene ceduto in prestito al Famalicão. Il 16 luglio 2021 invece viene ceduto in prestito al Grasshoppers. Il 20 gennaio 2022 viene ceduto in prestito all'Inter Miami. Il 20 gennaio 2023 fa ritorno all'Inter Miami, questa volta a titolo definitivo.
Il 20 dicembre 2024 viene ceduto a titolo definitivo al N.E. Revolution.

### Nazionale
Con la nazionale Under-20 ecuadoriana ha preso parte al Sudamericano Under-20 2019, vincendo il torneo. Ha poi partecipato anche ai Mondiali Under-20 del 2019 in Polonia arrivando terzo.
Sempre nel 2019 ha anche esordito in nazionale maggiore; nel 2021 ha partecipato alla Coppa America.

## Statistiche

### Presenze e reti nei club
Statistiche aggiornate al 9 novembre 2024.
| Stagione           | Squadra            | Campionato         | Campionato | Campionato | Coppe nazionali | Coppe nazionali | Coppe nazionali | Coppe internazionali | Coppe internazionali | Coppe internazionali | Altre coppe | Altre coppe | Altre coppe | Totale | Totale |
| Stagione           | Squadra            | Comp               | Pres       | Reti       | Comp            | Pres            | Reti            | Comp                 | Pres                 | Reti                 | Comp        | Pres        | Reti        | Pres   | Reti   |
| ------------------ | ------------------ | ------------------ | ---------- | ---------- | --------------- | --------------- | --------------- | -------------------- | -------------------- | -------------------- | ----------- | ----------- | ----------- | ------ | ------ |
| 2019               | Barcelona SC       | A                  | 15+1       | 3+0        | CE              | 5               | 1               | CL                   | 0                    | 0                    | -           | -           | -           | 21     | 4      |
| gen.-lug. 2020     | Wolverhampton      | PL                 | 0          | 0          | FACup+CdL       | -               | -               | UEL                  | 0                    | 0                    | -           | -           | -           | 0      | 0      |
| 2020-2021          | Famalicão          | PL                 | 9          | 2          | CP              | 1               | 0               | -                    | -                    | -                    | -           | -           | -           | 10     | 2      |
| lug.-dic. 2021     | Grasshoppers       | SL                 | 14         | 3          | CS              | 1               | 0               | -                    | -                    | -                    | -           | -           | -           | 15     | 3      |
| 2022               | Inter Miami        | MLS                | 26         | 11         | USOC            | 2               | 1               | -                    | -                    | -                    | -           | -           | -           | 28     | 12     |
| 2023               | Inter Miami        | MLS                | 26         | 9          | USOC            | 4               | 2               | -                    | -                    | -                    | LC          | 7           | 0           | 37     | 11     |
| 2024               | Inter Miami        | MLS                | 28         | 8          | USOC            | 0               | 0               | CCC                  | 1                    | 0                    | LC          | 6           | 1           | 33     | 9      |
| Totale Inter Miami | Totale Inter Miami | Totale Inter Miami | 80         | 28         |                 | 6               | 3               |                      | 1                    | 0                    |             | 13          | 1           | 100    | 32     |
| Totale carriera    | Totale carriera    | Totale carriera    | 119        | 36         |                 | 13              | 4               |                      | 1                    | 0                    |             | 13          | 1           | 146    | 41     |

### Cronologia presenze e reti in nazionale
| Cronologia completa delle presenze e delle reti in nazionale ― Ecuador | Cronologia completa delle presenze e delle reti in nazionale ― Ecuador | Cronologia completa delle presenze e delle reti in nazionale ― Ecuador | Cronologia completa delle presenze e delle reti in nazionale ― Ecuador | Cronologia completa delle presenze e delle reti in nazionale ― Ecuador | Cronologia completa delle presenze e delle reti in nazionale ― Ecuador | Cronologia completa delle presenze e delle reti in nazionale ― Ecuador | Cronologia completa delle presenze e delle reti in nazionale ― Ecuador |
| Data                                                                   | Città                                                                  | In casa                                                                | Risultato                                                              | Ospiti                                                                 | Competizione                                                           | Reti                                                                   | Note                                                                   |
| ---------------------------------------------------------------------- | ---------------------------------------------------------------------- | ---------------------------------------------------------------------- | ---------------------------------------------------------------------- | ---------------------------------------------------------------------- | ---------------------------------------------------------------------- | ---------------------------------------------------------------------- | ---------------------------------------------------------------------- |
| 21-3-2019                                                              | Orlando                                                                | Stati Uniti                                                            | 1 – 0                                                                  | Ecuador                                                                | Amichevole                                                             | -                                                                      | 46’                                                                    |
| 26-3-2019                                                              | Harrison                                                               | Honduras                                                               | 0 – 0                                                                  | Ecuador                                                                | Amichevole                                                             | -                                                                      | 46’                                                                    |
| 5-9-2019                                                               | Harrison                                                               | Ecuador                                                                | 1 – 0                                                                  | Perù                                                                   | Amichevole                                                             | -                                                                      | 90+1’                                                                  |
| 10-9-2019                                                              | Cuenca                                                                 | Ecuador                                                                | 3 – 0                                                                  | Bolivia                                                                | Amichevole                                                             | -                                                                      | 79’                                                                    |
| 13-10-2020                                                             | Quito                                                                  | Ecuador                                                                | 4 – 2                                                                  | Uruguay                                                                | Qual. Mondiali 2022                                                    | -                                                                      | 85’                                                                    |
| 29-3-2021                                                              | Guayaquil                                                              | Ecuador                                                                | 2 – 1                                                                  | Bolivia                                                                | Amichevole                                                             | -                                                                      | 59’                                                                    |
| 20-6-2021                                                              | Rio de Janeiro                                                         | Venezuela                                                              | 2 – 2                                                                  | Ecuador                                                                | Coppa America 2021 - 1º turno                                          | -                                                                      |                                                                        |
| 23-6-2021                                                              | Goiânia                                                                | Ecuador                                                                | 2 – 2                                                                  | Perù                                                                   | Coppa America 2021 - 1º turno                                          | -                                                                      | 64’                                                                    |
| 27-6-2021                                                              | Goiânia                                                                | Brasile                                                                | 1 – 1                                                                  | Ecuador                                                                | Coppa America 2021 - 1º turno                                          | -                                                                      | 83’                                                                    |
| 3-7-2021                                                               | Goiânia                                                                | Argentina                                                              | 3 – 0                                                                  | Ecuador                                                                | Coppa America 2021 - Quarti di finale                                  | -                                                                      | 83’                                                                    |
| 2-6-2022                                                               | Harrison                                                               | Ecuador                                                                | 1 – 0                                                                  | Nigeria                                                                | Amichevole                                                             | -                                                                      | 60’                                                                    |
| 11-6-2022                                                              | Fort Lauderdale                                                        | Ecuador                                                                | 1 – 0                                                                  | Capo Verde                                                             | Amichevole                                                             | -                                                                      | 61’                                                                    |
| 17-6-2023                                                              | Harrison                                                               | Ecuador                                                                | 1 – 0                                                                  | Bolivia                                                                | Amichevole                                                             | -                                                                      | 54’                                                                    |
| 16-11-2023                                                             | Maturín                                                                | Venezuela                                                              | 0 – 0                                                                  | Ecuador                                                                | Qual. Mondiali 2026                                                    | -                                                                      | 71’                                                                    |
| 21-11-2023                                                             | Quito                                                                  | Ecuador                                                                | 1 – 0                                                                  | Cile                                                                   | Qual. Mondiali 2026                                                    | -                                                                      | 82’                                                                    |
| 10-10-2024                                                             | Quito                                                                  | Ecuador                                                                | 0 – 0                                                                  | Paraguay                                                               | Qual. Mondiali 2026                                                    | -                                                                      | 66’                                                                    |
| Totale                                                                 |                                                                        | Presenze                                                               | 16                                                                     |                                                                        | Reti                                                                   | 0                                                                      |                                                                        |

| Cronologia completa delle presenze e delle reti in nazionale ― Ecuador under 20 | Cronologia completa delle presenze e delle reti in nazionale ― Ecuador under 20 | Cronologia completa delle presenze e delle reti in nazionale ― Ecuador under 20 | Cronologia completa delle presenze e delle reti in nazionale ― Ecuador under 20 | Cronologia completa delle presenze e delle reti in nazionale ― Ecuador under 20 | Cronologia completa delle presenze e delle reti in nazionale ― Ecuador under 20 | Cronologia completa delle presenze e delle reti in nazionale ― Ecuador under 20 | Cronologia completa delle presenze e delle reti in nazionale ― Ecuador under 20 |
| Data                                                                            | Città                                                                           | In casa                                                                         | Risultato                                                                       | Ospiti                                                                          | Competizione                                                                    | Reti                                                                            | Note                                                                            |
| ------------------------------------------------------------------------------- | ------------------------------------------------------------------------------- | ------------------------------------------------------------------------------- | ------------------------------------------------------------------------------- | ------------------------------------------------------------------------------- | ------------------------------------------------------------------------------- | ------------------------------------------------------------------------------- | ------------------------------------------------------------------------------- |
| 18-1-2019                                                                       | Talca                                                                           | Ecuador under 20                                                                | 3 – 0                                                                           | Paraguay under 20                                                               | Sudamericano Sub-20 2019 - 1º turno                                             | -                                                                               | 65’                                                                             |
| 20-1-2019                                                                       | Curicó                                                                          | Uruguay under 20                                                                | 3 – 1                                                                           | Ecuador under 20                                                                | Sudamericano Sub-20 2019 - 1º turno                                             | 1                                                                               | 79’                                                                             |
| 22-1-2019                                                                       | Talca                                                                           | Argentina under 20                                                              | 0 – 1                                                                           | Ecuador under 20                                                                | Sudamericano Sub-20 2019 - 1º turno                                             | -                                                                               | 68’                                                                             |
| 24-1-2019                                                                       | Curicó                                                                          | Perù under 20                                                                   | 1 – 3                                                                           | Ecuador under 20                                                                | Sudamericano Sub-20 2019 - 1º turno                                             | 1                                                                               |                                                                                 |
| 29-1-2019                                                                       | Rancagua                                                                        | Argentina under 20                                                              | 1 – 2                                                                           | Ecuador under 20                                                                | Sudamericano Sub-20 2019 - 2º turno                                             | 1                                                                               | 87’ 90+1’                                                                       |
| 1-2-2019                                                                        | Rancagua                                                                        | Ecuador under 20                                                                | 0 – 1                                                                           | Uruguay under 20                                                                | Sudamericano Sub-20 2019 - 2º turno                                             | -                                                                               |                                                                                 |
| 4-2-2019                                                                        | Rancagua                                                                        | Ecuador under 20                                                                | 1 – 0                                                                           | Colombia under 20                                                               | Sudamericano Sub-20 2019 - 2º turno                                             | 1                                                                               |                                                                                 |
| 7-2-2019                                                                        | Rancagua                                                                        | Ecuador under 20                                                                | 0 – 0                                                                           | Brasile under 20                                                                | Sudamericano Sub-20 2019 - 2º turno                                             | -                                                                               |                                                                                 |
| 10-2-2019                                                                       | Rancagua                                                                        | Venezuela under 20                                                              | 0 – 3                                                                           | Ecuador under 20                                                                | Sudamericano Sub-20 2019 - 2º turno                                             | 2                                                                               | 82’                                                                             |
| 17-5-2019                                                                       | ?                                                                               | Ecuador under 20                                                                | 0 – 1                                                                           | Corea del Sud under 20                                                          | Amichevole                                                                      | -                                                                               |                                                                                 |
| 23-5-2019                                                                       | Bydgoszcz                                                                       | Giappone under 20                                                               | 1 – 1                                                                           | Ecuador under 20                                                                | Mondiali Under-20 2019 - 1º turno                                               | -                                                                               |                                                                                 |
| 26-5-2019                                                                       | Bydgoszcz                                                                       | Ecuador under 20                                                                | 0 – 1                                                                           | Italia under 20                                                                 | Mondiali Under-20 2019 - 1º turno                                               | -                                                                               |                                                                                 |
| 29-5-2019                                                                       | Gdynia                                                                          | Ecuador under 20                                                                | 1 – 0                                                                           | Messico under 20                                                                | Mondiali Under-20 2019 - 1º turno                                               | -                                                                               |                                                                                 |
| 3-6-2019                                                                        | Lublino                                                                         | Uruguay under 20                                                                | 1 – 3                                                                           | Ecuador under 20                                                                | Mondiali Under-20 2019 - Ottavi di finale                                       | -                                                                               |                                                                                 |
| 8-6-2019                                                                        | Gdynia                                                                          | Stati Uniti under 20                                                            | 1 – 2                                                                           | Ecuador under 20                                                                | Mondiali Under-20 2019 - Quarti di finale                                       | -                                                                               | 89’                                                                             |
| 11-6-2019                                                                       | Lublino                                                                         | Ecuador under 20                                                                | 0 – 1                                                                           | Corea del Sud under 20                                                          | Mondiali Under-20 2019 - Semifinale                                             | -                                                                               | 56’                                                                             |
| 14-6-2019                                                                       | Gdynia                                                                          | Italia under 20                                                                 | 0 – 1 dts                                                                       | Ecuador under 20                                                                | Mondiali Under-20 2019 - Finale 3º posto                                        | -                                                                               |                                                                                 |
| Totale                                                                          |                                                                                 | Presenze                                                                        | 17                                                                              |                                                                                 | Reti                                                                            | 6                                                                               |                                                                                 |

## Palmarès

### Competizioni nazionali
- MLS Supporters' Shield: 1

Inter Miami: 2024

### Competizioni internazionali
- Leagues Cup: 1

Inter Miami: 2023